# 李文奎
李文奎（？—？），號聚吾，福建福州府侯官縣人，明朝政治人物。

## 生平
萬曆十三年（1585年）乙酉科福建鄉試舉人。萬曆二十年（1592年），登壬辰科第三甲第六十九名進士。都察院觀政，授东莞县知县，二十六年擢户部主事，二十七年管象房草场，二十八年浙江监兑，三十年升员外郎，管太仓银库，三十一年晉郎中。萬曆三十二年（1604年）升任浙江杭州府知府，三十五年丁憂，三十九年補永州府知府，歴仕至廣東按察司副使，四十二年升廣東右參政，卒于官。

## 家族
曾祖李宗文；祖父李俊，壽官；父李楠。